# Свадьбы и разводы (телесериал)
«Свадьбы и разводы» — российский телесериал, снятый в 2018 году продюсерской компанией «Эпик Медиа» и режиссёром Вартаном Акопяном.
В основе сюжета многосерийного фильма — история о трудовых рабочих буднях преуспевающего адвоката по бракоразводным процессам и владелице свадебного агентства. В каждой серии комедийной мелодрамы — свадьба и развод.
Главные роли в фильме исполняют Елена Николаева и Антон Хабаров.
Премьерный показ телесериала состоялся с 3 по 13 июня 2019 года на «Первом канале».

## Сюжет
В одном из офисных центров работает адвокатская фирма, специализирующаяся на расторжении браков и разделе имущества, на этом же этаже, напротив, находится свадебное агентство. Владелица и руководитель небольшого агентства Женя, высокопрофессиональный адвокат Марк ценят и уважают своё преуспевающее дело. Оба полагают, что помогают людям и делают своих клиентов счастливее. Но однажды по пути в свои офисы Марк и Женя пересекаются. Несмотря на то, что у главной героини есть молодой человек Саша, а Марк считает, что собственно развод и расставание делают людей счастливыми; тем не менее, такие разные по роду занятий и образу мыслей герои решают познакомиться. Теперь убеждённый циник и одиночка Марк, уверенный в том, что идеальных браков не бывает, с каждым днём начинает задумываться о пересмотре своих жизненных ценностей и принципов. Но и Женя, собирающаяся замуж за своего возлюбленного Сашу, начинает сомневаться в правильности своего выбора и решения. Знакомство, сближение Марка и Жени даётся им достаточно нелегко: каждый развод и каждая свадьба становится новой темой для споров, размышлений, а также выяснения отношений.

## В ролях
Главные и эпизодические роли
| Актёр             | Роль             |
| ----------------- | ---------------- |
| Антон Хабаров     | Марк             |
| Елена Николаева   | Женя             |
| Антон Денисенко   | Саша             |
| Рина Гришина      | Ася              |
| Данила Шевченко   | Славик           |
| Павел Ворожцов    | Толик            |
| Ирина Темичева    | Алина            |
| Анастасия Панина  | Надя             |
| Владимир Симонов  | Марк-старший     |
| Анна Каменкова    | Софья Алексеевна |
| Ирина Розанова    | мама Саши        |
| Михаил Клименюк   | отец Саши        |
| Олег Комаров      | отец Славика     |
| Инна Пешкова      | мама Славика     |
| Ольга Торощина    | мама Аси         |
| Наталья Батрак    | мама Жени        |
| Александр Ревенко | судья            |

## Список эпизодов
| № серии | Премьера   | Краткое описание серий |
| ------- | ---------- | --- |
| 1 — 2   | 03.06.2019 | Во время подготовки очередного торжественного мероприятия для клиентов, руководитель агентства по организации свадеб Женя узнаёт, что те по ошибке зашли в соседний офис, в котором совсем недавно открылась адвокатская фирма, специализирующаяся на разводах по бракоразводным процессам. |
| 3 — 4   | 04.06.2019 | Женя готовит большое интернациональное свадебное мероприятие, в результате чего выясняется, что вкусы будущих молодожёнов не совпадают со вкусами их родителей. Марк уверен в том, что родственники только вредят браку.                                                                    |
| 5 — 6   | 05.06.2019 | Женя «испытывает сомнение» в отношении поведения своего возлюбленного Саши и допускает ошибки на работе. Ася помогает Жене провести и организовать свадьбу весьма нестандартной пары, но так и не заслуживает «похвалы» за проделанную работу.                                              |
| 7 — 8   | 06.06.2019 | Адвокатская команда пытается уберечь всеми силами имущество и бизнес клиентки от супруга, который очень давно не появлялся дома. В этом не совсем простом деле, Марк «приобретает» непредвиденного противника в лице своего родного отца.                                                   |
| 9 — 10  | 10.06.2019 | Марк выясняет, что в скором времени у него появится мачеха. Об этом узнаёт и его родная мама, приехавшая остепенить бывшего мужа. Марк вновь переживает «эмоциональное потрясение» из-за семейного скандала и развода.                                                                      |
| 11 — 12 | 13.06.2019 | Женя начинает подготовку к своей собственной свадьбе, которую очень долго планировала, и почти уверена, что поступает верно. Марк ведёт бракоразводное дело её давних клиентов, и тем самым, лишний раз только убеждается в бессмысленности и в бесполезности брака…, но не любви.          |

## Съёмочный процесс
- Работа над сценарием телесериала продолжалась четыре года. Авторы и создатели фильма вели переговоры, консультации с юристами и адвокатами, которые те в свою очередь, делились случаями из своей практики по бракоразводным делам[6].
- Офисные помещения, где по сюжету работают герои фильма, снимали не в павильонах киностудии, а в одном из офисных центров[6].
- Свадебные церемонии составлялись и писались на основе реальных событий и историй. Однажды, на одном из свадебных торжеств в кадр попала группа «Фрукты» (музыкальные исполнители телепередачи «Вечерний Ургант»), им была отведена роль музыкантов, которые играли для новобрачных[6][7].
- Все свадебные торты в фильме были настоящими, а не реквизитом и специально были сделаны на заказ под конкретную свадьбу[5][6].

## Критика
- Ольга Дубро, обозреватель Tricolor TV Magazine[8]:

<…> Первый канал приятно удивил этим реалистичным во всех смыслах сериалом. Дело в том, что российскому зрителю последнее время показывают ретро с погружением на разные глубины времени, фантазии на тему будущего, чудной авторский взгляд на современную полицию и силовые структуры — словом, что угодно только не реальную жизнь. <…> Даже название «Свадьбы и разводы» отражает настоящее положение вещей: разводом заканчиваются больше половины браков, и это кажется уже логичным продолжением совместной жизни, а не поражением. Авторам проекта удалось сделать современный сериал и в смысле исполнения, и в смысле отражения времени. Спасибо сценаристам, что шутки наконец-то похожи на те, что люди с чувством юмора произносят в жизни. Истории свадеб и разводов тоже списаны с реальных историй. <…> Но это только добавляет проекту зрелищности и детективной интриги. <…> Единственная претензия направляется в адрес актрисы, сыгравшей свадебную фею, точнее к кастингу на её роль. Елена Николаева прекрасно справилась с характером своего персонажа, но хоть убей — искры между актёрами не выжечь даже под лупой. Статному пародисту Антону Хабарову очень хочется поставить в пару кого-то более темпераментного, а Николаевой больше подходит играть лирических героинь и женщин со сложной судьбой. <…>